# 1980-1989

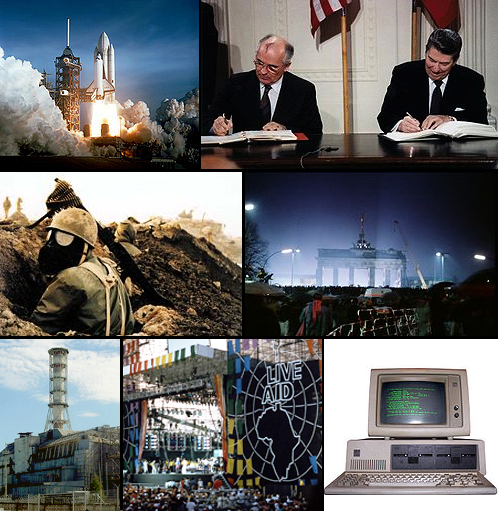

De jaren 1980-1989 (van de christelijke jaartelling) vormen het negende decennium in de 20e eeuw.

## Meerjarige gebeurtenissen en ontwikkelingen

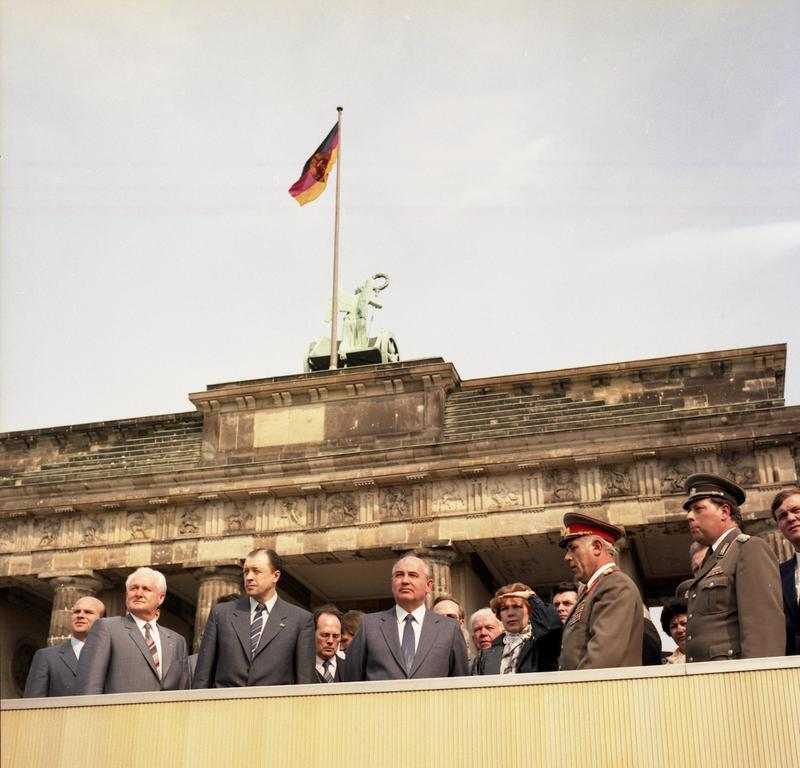
Gorbatsjov in
1986 bij de Berlijnse Muur

Economische crisis en conservatieve wending
- De oliecrisis van 1979 veroorzaakt een economische terugval in de wereld. Samen met de Islamitische Revolutie in Iran, de langdurige gijzeling van Amerikaans ambassadepersoneel in Teheran en de Russische inval in Afghanistan leidt dit tot grote spanningen in de wereld van 1980.
- In het Verenigd Koninkrijk (1979), de Verenigde Staten van Amerika (1981) en de Bondsrepubliek (1982) komen conservatieve regeringen aan de macht. De jaren 80 zijn het decennium van respectievelijk Margaret Thatcher, Ronald Reagan en Helmut Kohl.
- Toonaangevend op wetenschappelijk economisch gebied wordt de Chicago School onder leiding van Milton Friedman. Deze stroming wil de aanbodkant van de economie bepalend maken, en de staatsinvloed terugdringen. Ook de dictaturen in Zuid-Amerika, zoals die van Augusto Pinochet in Chili, hangen deze school aan.
- Premier Thatcher voert wetgeving door die de macht van de Britse vakbonden flink beperkt. Als ze een aantal verliesgevende kolenmijnen wil sluiten, komt ze in conflict met de machtige mijnwerkersbond van Arthur Scargill. Na een maandenlange staking moet ook deze het hoofd buigen.

Hervorming in Oost-Europa

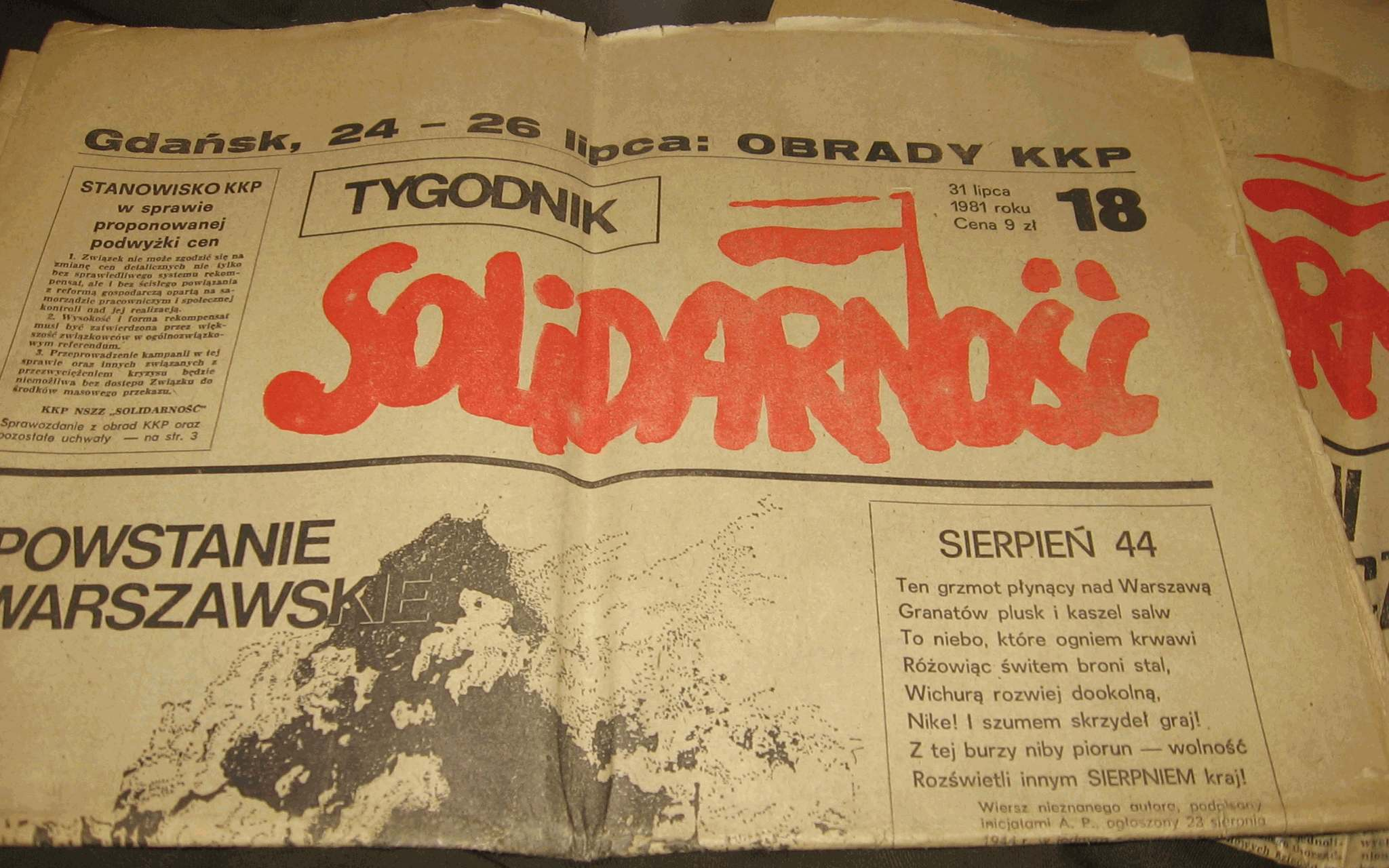
Tijdelijke persvrijheid: Solidarność-krant uit juli 1981, met artikel over de Opstand van Warschau, die daarvoor altijd taboe was.

- In Polen breken grootschalige stakingen uit, en de regering ziet zich gedwongen de onafhankelijke vakbond Solidarność (Solidariteit) toe te staan. In december 1981 verandert de koers van de Poolse communistische partij echter, vooral omdat de Sovjet-Unie dreigt met militair ingrijpen als de Poolse communisten geen orde op zaken gaan stellen.  De noodtoestand wordt uitgeroepen, Solidarność wordt weer verboden, en de politieke repressie wordt harder. De economie heeft zo geleden onder het conflict dat het westen met voedseltransporten de Polen de winter door moet helpen.
- Na de dood van Konstantin Tsjernenko in 1985 wordt Michail Gorbatsjov de nieuwe partijleider in de Sovjet-Unie. Hij ziet dat de Sovjet-Unie op een bankroet afstevent door de geweldige kosten die de wapenwedloop met de VS met zich meebrengt. Ook is het morele gezag van de communistische partij tot een dieptepunt gedaald.
- Gorbatsjov brengt vanaf 1985 radicale hervormingen in de Sovjetpolitiek, onder de namen glasnost (openheid) en perestrojka (herstructurering). Hij hoopt dat door de mensen meer politieke vrijheid te geven de problemen zich vanzelf zullen oplossen.
- Een van de besluiten van Gorbatsjov is dat de Sovjet-Unie en het Warschaupact niet zullen ingrijpen indien in de andere communistische landen in Europa politieke hervormingen zullen worden doorgevoerd. In Polen wordt bij een nieuwe crisis Solidarność weer toegestaan, en in 1989 worden er open verkiezingen gehouden voor een senaat. Na veel politieke perikelen komt er in augustus 1989 een regering geleid door Solidarność-lid Tadeusz Mazowiecki. In een kettingreactie vallen hierna de andere Oostblokregeringen, en aan het eind van het jaar zijn ook in Hongarije, Tsjecho-Slowakije, de DDR, Bulgarije en Roemenië de communistische regeringen gevallen, of hebben ze vrije verkiezingen toegestaan. Alleen in Roemenië gaat de val van dictator Nicolae Ceauşescu met geweld gepaard; in de andere landen is de machtsovername vrijwillig, of slechts onder druk van (vreedzame) protesten.

Europa
- Uit de conservatieve pas lopen Frankrijk en Spanje, die voor het eerst sinds decennia een socialistische regering krijgen onder leiding van respectievelijk François Mitterrand en Felipe Gonzalez.
- De Noord-Ierse burgeroorlog, met gevoel voor understatement de Troubles genoemd, leidt tot een segregatie van de bevolking. Tussen katholieke en protestantse buurten verrijzen hoge muren. De oorlog bereikt ook het Britse eiland, met een bomaanslag op het Londense warenhuis Harrods tijdens de kerstinkopen van 1983, en een op het hotel in Brighton waar de Conservatieve Partij van Margaret Thatcher in oktober 1984 een congres houdt.

Azië
- China slaat onder Deng Xiaoping een nieuwe koers in, samengevat met de leus "één land, twee systemen". Aan de oostkust worden enkele Speciale Economische zones opengesteld voor buitenlandse investeringen en handel. De zones kennen al snel een enorme economische groei. Door het succes besluit de regering in 1984 om nog 14 nieuwe zones op te richten, open steden.
- Dengs 'opendeurpolitiek' brengt ook culturele vrijheid. Voor het eerst mag de jeugd luisteren naar westerse popmuziek, en direct wordt Michael Jackson razend populair. Politiek gezien houdt de communistische partij echter de teugels strak in handen. Als in 1987 studentenonrust te lang duurt, moet partijleider Hu Yaobang, populair omdat hij de namen had gezuiverd van hen die waren vervolgd tijdens de culturele revolutie, plaatsmaken voor premier Zhao Ziyang.
- Als op 15 april 1989 Hu Yaobang sterft, ontstaat er druk vanuit het volk op de Communistische Partij om hem een staatsbegrafenis te geven. Volgens velen reageert de communistische partij niet snel genoeg. Deze onvrede mondt uit in het Tiananmenprotest, waarbij naar schatting een miljoen studenten en andere burgers naar het Plein van de Hemelse Vrede (ook bekend als Tiananmen-plein) trekken en zij de communistische partij oproepen voor vrijheid van meningsuiting en een einde aan het nepotisme in China. Op 4 juni bezet het Volksbevrijdingsleger het plein, en smoort het verzet in bloed.

Midden-Oosten
- De oorlog tussen Irak en Iran, waarbij de VS het regime van Saddam Hoessein steunen, kost aan beide zijden enorme aantallen doden en gewonden en eindigt in een ongemakkelijke "vrede" tussen de beide landen.
- De Libanese Burgeroorlog bereikt een nieuw dieptepunt in 1982, als de gekozen maar nog niet geïnstalleerde president Bashir Gemayel, die streeft naar vrede met Israël, wordt vermoord. Een strafexpeditie van Falangistische commando's ontaardt in de Bloedbaden in Sabra en Shatila, waarbij het Israëlische leger zich afzijdig houdt. De verantwoordelijke minister Ariël Sharon raakt de portefeuille van defensie kwijt, en gaat zich als minister zonder portefeuille bezig houden met het koloniseren van de Westelijke Jordaanoever.
- Eveneens in Libanon introduceert Hezbollah in 1983 voor het eerst sinds de Japanse kamikazepiloten in WOII zelfmoordaanslagen.

Koude Oorlog
- De Sovjet-Unie valt Afghanistan binnen (eind december 1979), om het communistische bewind daar te steunen, maar Het verzet leidt tot het ontstaan van een aantal fundamentalistisch-islamitische strijdgroepen, de Moedjahedien. Deze hebben vooral succes tegen de Russische luchtmacht met hun door de Amerikanen verstrekte Stinger luchtdoelraketten, die vanaf de schouder kunnen worden afgeschoten. Het Rode leger moet zich in 1989 gehavend en geblameerd terugtrekken.
- De plaatsing door het Warschaupact van de SS-20-middellangeafstandsraketten gericht op West-Europa leidt tot het NAVO-dubbelbesluit om deze te beantwoorden met de installatie van Pershing II-raketten, tenzij Moskou de SS20 ontmantelt
- De Olympische Zomerspelen 1980 in Moskou worden door de VS geboycot wegens de Russische inval in Afghanistan. In 1984 komen de Sovjet-Unie en bondgenoten niet naar de Zomerspelen van 1984. In een poging het politiseren van de sport te doorbreken organiseert de mediamagnaat Ted Turner in 1986 de Goodwill Games in Moskou en in 1990 in Seattle.
- De Amerikaanse president Reagan komt met het Strategic Defense Initiative, een futuristisch programma om met een ruimteschild het Westen te beschermen tegen een atoomaanval. Een nieuwe wapenwedloop lijkt het gevolg, maar in oktober 1986 vinden Reagan en de Russische partijleider Michail Gorbatsjov elkaar.

Amerika
- De Verenigde Staten beginnen onder het presidentschap van Ronald Reagan met het herwinnen van hun zelfvertrouwen, dat was geknakt door vernederingen in Vietnam en Iran. Een belangrijke rol speelt de Moral Majority, een fundamentalistische christelijke beweging. Deze strijdt voor familiewaarden, beschouwt de ziekte aids als een straf voor homoseksueel gedrag en voert campagne voor Bijbelse scholen.
- De Colombiaanse drugsbaron Pablo Escobar bouwt een reusachtig drugsimperium op: het Medellínkartel. Op het hoogtepunt van zijn macht heeft hij 80 procent van de wereldwijde drugstoevoer naar de Verenigde Staten in handen. Fortune en Forbes plaatsen hem op de lijst van tien rijkste mensen ter wereld.
- De Falklandoorlog tussen het Verenigd Koninkrijk en Argentinië. Nadat de inval in "los Malvinas Argentinas", zoals de Argentijnen de Falklandeilanden noemen, in 1982 door de Britten is afgeslagen, wordt de positie van de militaire dictatuur onhoudbaar. De vrije verkiezingen in 1983 worden gewonnen door de Radicale Partij, en Raúl Alfonsín wordt president. In 1985 wordt een monsterproces gevoerd tegen de junta en haar handlangers, maar dit leidt tot onrust in de legerplaatsen en enkele mislukte coups. Regering en parlement zien zich gedwongen om met een "punto final" (eufemisme voor een algemene amnestie) van verdere vervolgingen af te zien. Het land verandert in een financiële chaos doordat de peronisten iedere samenwerking weigeren en de economie kapotstaken.
- In El Salvador woedt van 1980 tot 1992 een burgeroorlog tussen de uiterst rechtse regering en een uiterst linkse guerillabeweging, waarbij 75.000 doden vallen.
- De Latijns-Amerikaanse schuldencrisis begint in 1982 in Mexico, en breidt zich als een olievlek uit over het continent.

België
- In 1980 worden drie taalgemeenschappen in het leven geroepen: de Nederlandse in het noorden, de Franse in het zuiden en de Duitse in het oosten.
- Bij roofovervallen door de Bende van Nijvel op Delhaize-winkels vallen zeventien doden. De daders werden nooit gepakt.
- De linkse actiegroep CCC (Cellules Communistes Combattantes) zaait terreur met tientallen bomaanslagen.
- Vlaams en Luiksgezinden vechten regelmatig veldslagen uit rond de gemeente Voeren. De problemen escaleren nog na de aanstelling van José Happart als burgemeester.
- België heeft gedurende de jaren 80 maar liefst 10 regeringen, 9 daarvan onder leiding van Wilfried Martens en een met Mark Eyskens als premier.
- Vlaanderen krijgt eind jaren 80 met VTM zijn eigen commerciële tv-omroep.

Nederland
- Onder 2 kabinetten van Ruud Lubbers (CDA-VVD) wordt vanaf begin november 1982 voor de rest van het decennium een strikte bezuinigingspolitiek gevoerd.
- Nederland gaat over op kabeltelevisie, eerst lokaal en vervolgens landelijk. De "harken" verdwijnen van de daken en buitenlandse zenders komen in de huiskamers. Op Nederland gerichte reclame is aanvankelijk verboden. Maar in 1989 doet met RTL-Veronique de commerciële televisie haar intrede.
- De massale werkloosheid, en met name de jeugdwerkloosheid, wordt bestreden door arbeidstijdverkorting en vervroegde uittreding, in ruil voor inlevering van loon door de werknemers. Zo herstelt het Nederlandse bedrijfsleven zijn internationale concurrentiepositie en komen banen vrij voor jonge werklozen.
- Het illegale roulettespel Golden Ten wordt razend populair. De regering bestrijdt de illegale gokhuizen onder meer door de opening tussen 1985 en 1989 van vijf nieuwe Holland Casino's.
- Binnen enkele jaren worden Toos van der Valk, Freddy Heineken, Gerrit Jan Heijn en het tienjarig dochtertje van Eric Albada Jelgersma ontvoerd, allen uit de top van het Nederlandse bedrijfsleven.

Suriname en de Nederlandse Antillen
- De jonge republiek gaat dit decennium door een diep dal. Een arbeidsconflict tussen een aantal onderofficieren en legerbevelhebber Elstak ontaardt op 25 februari 1980 in de sergeantencoup. In feite ging het over de incompetentie en corruptie van het burgerlijke bewind sinds de onafhankelijkheid in 1975. Een militaire commandoraad waarin onder andere Desi Bouterse, Roy Horb, Chas Mijnals, Ivan Graanoogst en Henry Neijhorst, laat aanvankelijk het regeren over aan de arts Henk Chin A Sen. Maar in 1982 ontpopt Desi Bouterse zich als een dictator, die op 8 december vijftien tegenstanders laat executeren. Nederland schort na deze Decembermoorden de ontwikkelingshulp op.
- Vanaf 1986 bestrijdt het Junglecommando onder leiding van de ex-lijfwacht van Bouterse Ronnie Brunswijk het Surinaamse leger. Ondertussen gaat ook de economie van Suriname nog steeds bergafwaarts. "Bouta", aan alle kanten in het nauw, zoekt steun bij de "oude politieke partijen". In 1988 komt een nieuwe grondwet tot stand, maar de burgerregering van Ramsewak Shankar wordt nog volledig gedomineerd door Bouterse. In 1990 blijkt de sterke positie die de militairen nog steeds hebben uit de Telefooncoup die eind dat jaar gepleegd wordt.
- Aruba verwerft in 1986 een status aparte binnen het koninkrijk, los van de Nederlandse Antillen. Het eiland moet instemmen met een totale onafhankelijkheid per 1996 (deze bepaling komt later te vervallen).
- Door een massale sterfte wordt de populatie van zee-egels in het Caribisch gebied gedecimeerd.

Afrika
- Somalië wordt na de val van de dictator Siad Barre een failed state, waar centraal gezag ontbreekt en krijgsheren de dienst uitmaken. Het noorden scheidt zich af onder de naam Somaliland, en wordt gedoogd maar nergens erkend.
- Grote droogte leidt in Oost-Afrika tot misoogsten in 1982 en 1983, en tot hongersnood in 1984. De beelden op televisie inspireren de muzikant Bob Geldof tot de vorming van Band Aid en tot de organisatie van Live Aid.
- De voedseltekorten leiden in de Soedan tot de val van de dictator Nimeiry.
- Ook in de Sahel in West-Afrika leiden droogte en ontbossing tot hongersnood en sterfte van volk en vee.
- In Zuidelijk Afrika nadert de confrontatie tussen de "frontlijnstaten" en het apartheidsbewind in Zuid-Afrika verder toe. Zimbabwe, dat officieel onafhankelijk is geworden, voert onder Robert Mugabe binnenlands een gematigde politiek tegenover de blanke boeren, maar het steunt de linkse regeringen en revolutionaire bewegingen in de regio. De Mozambikaanse Burgeroorlog en de Angolese Burgeroorlog hebben een zeer bloedig verloop, en zijn de lokale slagvelden van de Koude Oorlog.

Techniek
- in september 1981 gaat de eerste TGV-hogesnelheidstrein rijden tussen Parijs en Lyon. Frankrijk wil een netwerk van dergelijke lijnen aanleggen. Samen met het Verenigd Koninkrijk begint het in 1986 met het graven van de kanaaltunnel.
- Diensten als Teletekst (omroep), Viditel (PTT) en Minitel (Frankrijk) bieden informatiediensten aan op het televisiescherm, die per telefoon kunnen worden opgevraagd.
- Door de verbeterde IC-techniek kunnen steeds goedkopere computers worden gemaakt voor de consumentenmarkt. Dit vormt het begin van de homecomputer. Populair worden de Amiga, Atari ST en Commodore 64. Voor serieuzer doelen komen op de markt de Apple Macintosh en vooral de IBM Personal Computer, die draait onder MS-DOS. Grotere bedrijven en overheidsinstellingen gaan gebruikmaken van intranet: intern verbonden netwerken, meestal bestaande uit een centrale server met verspreid staande terminals.
- De eerste onderlinge verbindingen van verschillende intranetten in de VS met behulp van het al langer bestaande ARPANET
- Introductie van de autotelefoon. Hiervoor stelt de PTT 06 beschikbaar. Het telefoonnet wordt ook opengesteld voor betaaldiensten, zoals informatienummers en sekslijnen, ook met startnummer 06.
- De faxmachine is algemeen in gebruik als nieuwe mogelijkheid om informatie te versturen per telefoon.
- Nefit introduceert in 1980 de hoogrendementsketel Nefit-turbo, die aanzienlijk zuiniger is in het brandstofgebruik.

Cultuur
- Keith Haring ontwikkelt een nieuwe kunstvorm (muurschildering) die voortkomt uit de graffiti. Hij neemt in de zomer van 1980 deel aan de Times Square Show, waar ook Jean-Michel Basquiat, een zwarte jongen uit Haïti exposeert. Beiden sterven aan het eind van het decennium, de een aan een overdosis en de ander aan aids. Door zijn motivaties en door zijn vernieuwende stencilmethode is Blek le Rat een inspiratiebron voor veel graffitikunstenaars in Frankrijk.
- Grote populariteit verwerft de strip Garfield.

Scheepvaart
Veel meer dan voorheen vervoeren de westerse reders fossiele grondstoffen naar het Verre Oosten, zoals China en Japan. Ze ontdekken hierbij de grote scheepswerven in Korea en Singapore. Als de reders daar offertes aanvragen, blijken de werven daar soms wel 10 procent goedkoper dan de Europese. Zo ontstaat een crisis in de scheepsbouw in Europa.
Film/series
- Het zijn de jaren van de grote blockbusters in de bioscopen: Star wars en Indiana Jones, met in de hoofdrol Harrison Ford.
- Grote Nederlandse successen in de bioscoop zijn Flodder, Schatjes, De aanslag, Spetters, Amsterdamned en Ciske de Rat.
- Nederland kijkt massaal naar Amerikaanse series als Dallas, Dynasty en Falcon Crest.
- Populaire dramaseries van eigen bodem zijn onder meer Medisch Centrum West, Spijkerhoek, Het wassende water, De fabriek en Herenstraat 10.
- De best bekeken comedyserie van eigen bodem is Zeg 'ns AAA.

Wetenschap
- Monsanto is een van de eerste bedrijven die een cel van een plant genetisch modificeren, in samenwerking met drie academische teams (in 1983) en het is een van de eerste die veldproeven met genetisch gemodificeerde gewassen uitvoeren (in 1987).
- Van 1984 tot 1992 doet de Franse historicus Pierre Nora onderzoek naar plaatsen van herinnering in Frankrijk. Met het concept lieux de mémoire introduceert hij herinneringsplaatsen, waar de mens in verbinding staat met het verleden.
- In 1983-85 wordt het Lied der Vrijlating opgegraven, opgetekend op een reeks tweetalige Hurro-Hettitische kleitabletten. Die bieden een uniek inzicht in de denkwereld van deze historische culturen en leiden tot de ontcijfering van de oude Hurritische taal.

Medisch
- In 1982 verschijnen berichten over een onbekende dodelijke ziekte in de Verenigde Staten die door de uitschakeling van het immuunsysteem in het menselijk lichaam slachtoffers maakt onder vooral homoseksuele mannen en hemofiliepatiënten maar ook onder heteroseksuelen met veel wisselende partners. De ziekte wordt bekend als aids. Al snel volgt in 1983 de ontdekking van de veroorzaker, het Hiv, en een aidstest in 1984. In 1987 komt de aidsremmer ATZ op de markt. De overheid gaat in campagnes het veilig vrijen aanmoedigen.
- Het gebruik van heroïne door jongeren neemt epidemische vormen aan. In Nederland wordt met de verstrekking van het vervangende middel Methadon geprobeerd zowel de verslaafden als de samenleving te beschermen. Tegelijk worden samenscholingsverboden afgekondigd voor gebieden waar overlast en criminaliteit de leefbaarheid te veel aantasten.
- De maagbacterie Helicobacter pylori wordt in 1982 herontdekt door de Australiërs Barry J. Marshall en J. Robin Warren die ook aantonen dat ze de oorzaak is van maagklachten als gastritis, maagzweren en uiteindelijk maagkanker. Patiënten die al jarenlang lijden aan maagbloedingen blijken te genezen met antibiotica en maagzuurremmers.

godsdienst en levensbeschouwing
Centraal in de holistische ideeën over gezondheid van de Indiase internist en goeroe Deepak Chopra staat zijn streven naar vereniging van westerse wetenschappelijke kennis met oeroude oosterse filosofieën en behandelingswijzen, zoals ayurveda en yoga, maar ook met 'alternatieve' gezondheidsconcepten uit de newagebeweging, bijvoorbeeld meditatie en homeopathie. 
Jeugdcultuur
- In de grote steden van Nederland, met name in Nijmegen en Amsterdam, ontaardt de in de jaren 70 ontstane kraakbeweging. De steun onder de bevolking voor het kraken tegen de leegstand verloopt, als een steeds militantere groepering van autonomen de overheid gaat ontkennen en parallelle structuren in het leven roept voor woningtoewijzing en ordehandhaving. Uiterlijke kenmerken: zwarte kleding en hanenkam.
- Ten gevolge van de economische wereldcrisis heeft een generatie schoolverlaters nauwelijks kans op de arbeidsmarkt. Zij worden de lost generation genoemd.
- Ook maakt een herleven van de Koude Oorlog de jongeren bang voor een kernoorlog. Het algemene pessimisme wordt door Wim de Bie en Kees van Kooten vertaald in de term 'doemdenken'.
- Deze stemming wordt in de loop van het decennium verdrongen door het escapisme. De jeugd trekt zich terug in een hypercommerciële popcultuur. Er heerst een gevoel van "alles kan en alles mag zolang ik het maar kan betalen". Het snobisme viert hoogtij. Voorbeelden hiervan zijn de in Vlaanderen beruchte Millet-reportage van Paul Jambers, de serie Miami Vice en de film Wall Street. Een andere exponent hiervan is het fenomeen van de yup (young urban professional), jonge succesvolle zakenlieden, vaak werkzaam in de opkomende IT, die hun pasverworven rijkdom maar al te graag aan de wereld willen tonen door statussymbolen als snelle sportwagens en dure modekleding. Ze wonen vaak in een studio en stellen de vorming van een gezin zo lang mogelijk uit.
- De film Fame (1980) en de gelijknamige televisieserie (1982-1987) nemen wereldwijd de jongeren mee in de bruisende wereld van een highschool met veel creatieve vakken.
- Muziekzender MTV wordt in 1981 opgericht en wordt populair bij de jeugd door non-stop videoclips uit te zenden.
- Opkomst van het skateboarden, met de jonge Amerikaan Rodney Mullen als freestylefenomeen.
- De walkman gaat het straatbeeld beheersen.
- In de Nederlandse steden komen coffeeshops als gedoogde verkooppunten van softdrugs.

Stad en land
- In Londen worden de Docklands, het vervallen havengebied, omgebouwd tot een hip stadscentrum. Zij worden een voorbeeld voor de revitalisering elders in steden van oude havens.
- De suburbanisatie zet door in de postindustriële maatschappij, ook in België en Nederland. Zo wordt Almere het toevluchtsoord voor arbeiders uit Amsterdam.
- De isolerende Trespaplaten aan de gevels bepalen het uiterlijk van de goedkopere nieuwbouwhuizen in dit tijdvak, die de bijnaam "punaisebouw" krijgt.
- De volkswijken in de grote steden worden bevolkt door grote gezinnen uit de islamitische wereld, die steeds minder gastarbeider en steeds meer werkloze immigranten zijn. Als reactie ontstaan het Vlaams Blok van Filip Dewinter en de Centrumdemocraten van Hans Janmaat.
- Op vele lijnen in het stads- en streekvervoer wordt de Gelede bus ingezet.
- Het Friese rundvee en het roodbonte IJsselrundvee worden op grote schaal vervangen door de Holsteinkoe. Deze geeft meer melk maar minder vlees.
- De groei van de veeteelt wordt enigszins ingedamd door Europese regelingen zoals de melkquota en het verbod om stalmest uit te rijden over het weiland. Ze moet voortaan in de bodem worden geïnjecteerd.

Natuur en milieu
- Het Brundtland-rapport pleit in 1987 voor een duurzame ontwikkeling, waarbij een eerlijker verdeling van de welvaart over de wereld zal bijdragen aan een schonere leefomgeving.
- In de bij Harrisburg gelegen Kerncentrale Three Mile Island vindt in 1979 een storing plaats die bijna leidt tot een melt-down. De Kernramp van Tsjernobyl zorgt in 1986 voor verspreiding van een enorme hoeveelheid radioactief materiaal in de lucht. In veel Europese landen gaan plannen voor nieuwe kerncentrales in de ijskast. In Nederland leidt een brede maatschappelijke discussie tot dezelfde uitkomst.
- In Lekkerkerk wordt de bodem van een nieuwbouwwijk gesaneerd nadat honderden vaten met chemisch afval zijn opgegraven. Daarna blijken ook veel andere plaatsen ernstig verontreinigd door de industrie, zoals de Volgermeerpolder bij Amsterdam en het Griftpark te Utrecht.
- De delta van Rijn en Maas heeft zwaar te lijden van lozingen door de kalimijnen in Elzas-Lotharingen en de zware industrie in Wallonië. Een brand bij Sandoz in Bazel brengt tonnen giftige stoffen in de Rijn. Maar ook wordt gestart met het uitzetten van jonge zalmen in Duitsland.
- Greenpeace voert actie op de wereldzeeën tegen vervuiling, jacht op walvissen en jonge zeehonden, en onderzeese atoomproeven. Hun schip de Rainbow Warrior wordt door twee commando's van de Franse geheime dienst tot zinken gebracht.
- In Nederland wordt begonnen met de herintroductie van de bever, de otter en de raaf.
- De zure regen veroorzaakt sterfte van bossen. De uitstoot van ammoniak en stikstof moet worden teruggebracht. Veehouders worden beperkt in het uitrijden van mest op hun land en nieuwe auto's worden voorzien van een katalysator.
- De sanering van de Europese visserij wordt voortgezet. Er komt een sloopregeling voor vissersschepen en er komen beschermde visgebieden, zoals de scholbox, een reservaat in de Noordzee dat in 1989 wordt ingesteld ter bescherming van jonge schol.

Sport
- De Rode Duivels eindigen op het EK voetbal in 1980 op de tweede plaats, na een 2-1 nederlaag tegen West-Duitsland in de finale. Op het WK voetbal in 1986 wordt het Belgisch voetbalelftal vierde, nadat het in de halve finale met 2-0 verliest van Argentinië.
- Oranje wint het EK voetbal in 1988. Nadat het Nederlands Elftal de eerste wedstrijd in de groepsfase verliest met 0-1 (van de Sovjet-Unie), wint het wel met 1-3 van Engeland (hattrick Marco van Basten) en met 0-1 van Ierland (goal Wim Kieft). In de halve finale wint Nederland in Hamburg van West-Duitsland met 1-2 (goals Ronald Koeman en Marco van Basten). De finale in München wint Nederland van de Sovjet-Unie met 0-2, door goals van Ruud Gullit en de legendarische goal van Marco van Basten.
- In 1980 wint Jack Middelburg de Grote Prijs Wegrace van Nederland voor motorfietsen tijdens de Asser TT. Hij doet dat opmerkelijk genoeg met een gebroken been. Hij zal later nog de Grand Prix van Groot-Brittannië op het circuit van Silverstone winnen. In 1984 komt hij om tijdens op het stratencircuit van Tolbert.
- Het beroemde duo Egbert Streuer en Bernard Schnieders weet drie maal achter elkaar het wereldkampioenschap zijspannen te winnen, maar de thuis-Grand-Prix wil maar niet lukken. In 1987 gebeurt het dan eindelijk. Ze worden het meest succesvolle Nederlandse duo in de motorsport, waarbij Streuer een van de meest succesvolle coureurs aller tijden is.
- Magic Johnson van de Los Angeles Lakers en Larry Bird van de Boston Celtics maken het professionele basketbal weer interessant voor de media.
- In veel atletiekstadions wordt de sintelbaan vervangen door een kunststofbaan.

Religie en spiritualiteit
- Na de Iraanse Revolutie en de bezetting van de Grote Moskee in Mekka gaan orthodoxe stromingen in de islam zich overal manifesteren. Ze worden gezien als een bedreiging voor de zittende regeringen, en krijgen weinig ruimte. Vele jonge militanten trekken naar Afghanistan, waar een Heilige Oorlog wordt gevoerd tegen de communisten en de Sovjet-Unie.
- Opkomst van de new age-beweging.
- Het Danilovklooster wordt het eerste klooster dat terugkeert naar de Russisch-orthodoxe kerk. Vanaf 1983 betrekt de kerk weer de gebouwen en wordt het klooster het geestelijk centrum voor de Russisch-orthodoxe Kerk en vanaf 1988 de officiële residentie van de patriarch van Moskou.

Popmuziek
- megasterren Michael Jackson, Prince, Tina Turner en Madonna.[1]
- new wave zoals The Cure en Talking Heads
- rock zoals Queen, U2, Bruce Springsteen, Toto, de Simple Minds en Dire Straits.
- ska zoals Madness en The Specials.
- pop zoals Duran Duran en Wham!.
- In Nederland komt de zogenaamde nederpop opzetten, met bands als de Frank Boeijen Groep, Toontje Lager, Doe Maar, Gruppo Sportivo, Klein Orkest, Het Goede Doel en VOF de Kunst.
- België zet zich muzikaal op de wereldkaart met het newbeatgenre. Dit genre ontstaat doordat enkele dj's bepaalde platen (zoals van Nitzer Ebb en A Split Second) op 33 toeren in plaats van 45 toeren gaan draaien, met een pitch van +8. Uit dit genre komen groepen zoals de Confetti's en de Erotic Dissidents voort. Later werden vergeten artiesten en platen van onder het stof gehaald en abusievelijk onder een newbeatstempel opnieuw gelanceerd. New beat heeft een belangrijke basis gelegd voor de house- en trancescene van de jaren 90.

Amusement
- In een voormalige bloemenveiling te Aalsmeer ontstaat een amusementsindustrie. Joop van den Ende en John de Mol jr. zijn de drijvende krachten, terwijl Guus Verstraete jr. tekent voor vele producties met weinig pretenties en veel plezier.
- De Hilversumse omroepen gaan steeds minder programma's in eigen huis maken, en kopen steeds meer in van Endemol. Maar behalve tv-programma's produceert Aalsmeer ook musicals aan de lopende band.
- Populaire Amerikaanse tv-reeksen zijn Knight Rider en The A-Team. In Vlaanderen kijkt de jeugd massaal naar Merlina. In 1986 wint Sandra Kim het Eurovisiesongfestival voor België. VTM, de eerste Vlaamse commerciële tv-zender, start in februari 1989, wat vrij laat is naar Europese normen.

Innovatie
- De cd verovert snel de muziekmarkt
- Introductie van de magnetron
- De home computer wint terrein.
- De geldautomaat krijgt al gauw de bijnaam "flappentap" en wordt snel populair bij het publiek.

Trends
- De Rubiks Cube houdt menigeen bezig
- De videorecorder vindt algemene verbreiding, en in alle steden verschijnen videotheken in het straatbeeld.
- In huis en kantoor zijn verticale lamellen de nieuwe trend in zon- en inkijkwering.
- Exotische groenten en vruchten worden ruim verkrijgbaar, zoals de courgette, de aubergine, de avocado, broccoli, kiwi en lychee.
- Doorbraak van het kraslot, de fruitautomaat en zijn illegale broertje de bingo. In Amsterdam zijn spelers van balletje-balletje uit Joegoslavië actief, die zich verrijken ten koste van argeloze voorbijgangers en toeristen. In januari 1987 laat de gemeente een geluidswagen door het centrum rijden om toeristen tegen het spel te waarschuwen. Een vergelijkbare maatregel wordt genomen op de Zwarte Markt in Beverwijk.

Mode
- Onder invloed van de New Romantics-rage ontwikkelt Vivienne Westwood de succesvolle collectie Pirates die het onberekenbare van de punk combineert met de pronkzucht van kostuums uit voorbije eeuwen. Ze verdiept zich uitgebreid in door haar collega's allang vergeten patronen en technieken. De straatelementen zijn afkomstig van haar man Malcolm McLaren.
- Vrouwen dragen jasjes met schoudervullingen, en beenwarmers.
- Mannen gaan weer vaker naar de kapper. Van voren wordt het haar korter en sommigen dragen een "matje" in de nek.
- Opkomst van de supermodellen, onder wie Naomi Campbell, Linda Evangelista, Christy Turlington, Tatjana Patitz en Cindy Crawford
- Sportkleding en sportschoenen van merken als Nike, Adidas, Puma en Reebok veroveren het straatbeeld.

Recreatie
- In Europa openen veel attractieparken (meerdere) darkrides in hun park. Dit in navolging van de Amerikaanse Disney-parken waar dit attractietype populair bleek te zijn. Veel Europese parken baseren hun darkrides ook op bestaande Disney-attracties. Ongeveer halverwege de jaren 90 eindigt deze trend.
- The Walt Disney Company opent drie nieuwe attractieparken en maakt in 1985 het plan voor Disneyland Paris bekend.

## Belangrijke personen internationaal
- Ronald Reagan
- Michail Gorbatsjov
- Deng Xiaoping
- Mahathir Mohammed
- Paus Johannes Paulus II
- François Mitterrand
- Margaret Thatcher
- Helmut Kohl
- Erich Honecker
- Augusto Pinochet
- Fidel Castro
- Indira Gandhi
- Saddam Hoessein
- Ruhollah Khomeini
- Hafiz al-Assad
- Diego Maradonna
- Hosni Moebarak
- Moammar al-Qadhafi
- Menachem Begin
- Yitzhak Shamir
- Yasser Arafat
- Kim Il-sung
- Pablo Escobar

## Belangrijke personen in België
- Leo Tindemans
- Wilfried Martens
- Paul Vanden Boeynants
- koning Boudewijn
- Koningin Fabiola

## Belangrijke personen in Nederland
- Koningin Juliana
- Koningin Beatrix
- Prins Bernhard
- Dries van Agt
- Ruud Lubbers
- Joop den Uyl
- Jan Terlouw
- Frits Korthals Altes
- Hans Wiegel
- Ed Nijpels
- Wim Kok
- Jan de Koning
- Gijs van Aardenne
- Joris Voorhoeve
- Hans van Mierlo
- Hans van den Broek
- Ed van Thijn
- Bert de Vries
- Elco Brinkman
- Max van der Stoel
- Onno Ruding
- Fons van der Stee
- Jos van Kemenade
- Marcel van Dam
- Job de Ruiter
- Neelie Smit-Kroes
- Koos Rietkerk
- Frits Bolkestein
- Willem Scholten
- Rudolf de Korte
- Kees van Dijk
- Wim van Eekelen
- Louw de Graaf
- Gerrit Braks
- Piet Bukman
- Ien Dales
- Koos Andriessen
- Piet Dankert
- Enneüs Heerma
- Marius van Amelsvoort
- Henk Koning
- Virginie Korte-van Hemel
- Chris van Veen
- Ria Beckers
- Hans Janmaat
- Andrée van Es
- Ina Brouwer
- Jan des Bouvrie
- Mient Jan Faber
- Rinus Michels

## Belangrijke personen in Suriname en de Nederlandse Antillen
- Desi Bouterse
- Betico Croes
- Don Martina
- Ronnie Brunswijk

<< · 1980 · 1981 · 1982 · 1983 · 1984 · 1985 · 1986 · 1987 · 1988 · 1989 · >>
<< · 1900-1909 · 1910-1919 · 1920-1929 · 1930-1939 · 1940-1949 · 1950-1959 · 1960-1969 · 1970-1979 · 1980-1989 · 1990-1999 · >>